# Lode Van Hecke
Lode Van Hecke O.C.S.O. (nascido em 16 de março de 1950) é um prelado católico belga, bispo emérito de Ghent. Anteriormente, foi abade da Abadia de Orval de 2007 a novembro de 2019. Monge desde 1976, é o único trapista a ser nomeado bispo de uma diocese belga. 

## Vida
Van Hecke nasceu em Roeselare, na Flandres Ocidental, em 16 de março de 1950. Após se formar na escola secundária, passou um ano no seminário de Bruges e depois estudou filosofia em KU Leuven. Ele interrompeu seus estudos para o serviço militar e tornou-se secretário do capelão-chefe do exército belga. Ele voltou para KU Leuven e obteve sua licenciatura em filosofia com uma dissertação sobre AN Whitehead.  Em 24 de setembro de 1976 entrou na Abadia de Orval e fez seus votos perpétuos como trapista em 6 de março de 1983. Obteve o grau de Licenciatura em Teologia Sagrada de KU Leuven em 1988, com uma tese sobre Bernardo de Claraval, e foi ordenado sacerdote em 20 de agosto de 1995. 

### Sacerdócio
Em Orval foi Mestre dos noviços de 1990 a 1998, diretor da Cervejaria Orval de 1998 a 2001, e prior e tesoureiro de 2000 a 2002. Deixou a Abadia para trabalhar como secretário do Abade Geral dos Cistercienses em Roma de 2002 a 2004. De volta à Orval, em 2005 tornou-se gerente de atendimento ao hóspede. Foi eleito abade de Orval em 25 de janeiro de 2007 e instalado em 2 de junho. 

### Episcopado
O Papa Francisco o nomeou bispo de Ghent em 27 de novembro de 2019. Ele recebeu sua consagração episcopal de Jozef De Kesel, arcebispo de Mechelen-Bruxelas, em 23 de fevereiro de 2020 em um serviço com a presença da rainha Paola e representantes das comunidades muçulmana e judaica; cerveja trapista foi servida na recepção que se seguiu.
O Papa Leão XIV aceitou sua renúncia em 30 de junho de 2025.

### Obras
- Le désir dans l'expérience religieuse. L'homme réunifié. Relecture de saint Bernard. Paris: Cerf. 1990. ISBN 978-2204042109
- Méditer avec Saint Bernard. Paris: Salvator. 2015.ISBN 978-2706712159